# 毛利元亮 (フットサル選手)
毛利 元亮（もうり げんすけ、2001年4月12日 - ）は、神奈川県出身のフットサル選手。ポジションはピヴォ。プリメーラ・ディビシオンのレアル・ベティス所属。フットサル日本代表。

## 経歴

### ユース時代
2001年に神奈川県に生まれ、小学校年代では横浜深園SCで、中学生年代ではスエルテFC茅ヶ崎でサッカーをしていた。スエルテFC茅ヶ崎の同級生には国本玲央がいる。中学3年時にペスカドーラ町田の下部組織に加入し、しばらくサッカーとフットサルを両立させた。神奈川県立茅ケ崎高等学校に進学したが、高校3年時に通信制高校に転校した。

### シニア時代
2018年にペスカドーラ町田のトップチームに昇格した。2019年8月にはペスカドーラ町田U-18として第6回JFA 全日本U-18フットサル大会に出場し、クラブ史上初の優勝を果たすとともに、自身は大会最優秀選手に選出された。2020-21シーズンのFリーグでは21試合に出場して13得点（リーグ11位タイ）を挙げ、Fリーグ新人賞を受賞した。20歳だった2021年9月、2021 FIFAフットサルワールドカップに最年少メンバーとして出場した。2021-22シーズンのFリーグでも21試合に出場して13得点（リーグ5位タイ）を挙げた。
2022年8月12日のボルクバレット北九州戦が日本における最終戦となった。2022-23シーズンのFリーグでは7試合に出場して5得点の記録を残した。2022年8月、スペイン・プリメーラ・ディビシオンのレアル・ベティスと契約した。

## 所属クラブ

### ユース時代
- 横浜深園SC（サッカー）
- スエルテFC茅ヶ崎（サッカー）
- ペスカドーラ町田U-15（フットサル）
- ペスカドーラ町田U-18（フットサル）

### シニア時代
- 2018-2022  ペスカドーラ町田
- 2022-  レアル・ベティス（スペイン語版）

## タイトル
ペスカドーラ町田U-18
- JFA 全日本U-18フットサル大会 - 2019

個人
- JFA 全日本U-18フットサル大会最優秀選手 - 2019
- Fリーグ新人賞 - 2020-21